# Вокон (Ајова)
Вокон (енгл. Waukon) град је у америчкој савезној држави Ајова. По попису становништва из 2010. у њему је живело 3.897 становника.

## Демографија
Према попису становништва из 2010. у граду је живело 3.897 становника, што је -234 (-5.7%) становника више него 2000. године.
| Група             | 2000.         | 2010.         |
| Белци             | 4.062 (98,3%) | 3.798 (97,5%) |
| Афроамериканци    | 0 (0,0%)      | 17 (0,4%)     |
| Азијати           | 9 (0,2%)      | 2 (0,1%)      |
| Хиспаноамериканци | 30 (0,7%)     | 54 (1,4%)     |
| Укупно            | 4.131         | 3.897         |